# Aichryson porphyrogennetos
Aichryson porphyrogennetos là một loài thực vật có hoa trong họ Crassulaceae. Loài này được Bolle miêu tả khoa học đầu tiên năm 1859.